# One Piece – Schloss Karakuris Metall-Soldaten
One Piece – Schloss Karakuris Metall-Soldaten ist der siebte Zeichentrick-Kinofilm zur Anime-Serie One Piece, die wiederum auf der gleichnamigen Manga-Serie des Mangaka Eiichirō Oda basiert. Der Film wurde am 16. Dezember 2011 in Deutschland durch Kazé auf DVD veröffentlicht.

## Handlung
Die Strohhutbande findet in einem Schiffswrack eine alte Schatztruhe. In der Schatztruhe befindet sich die alte Frau Rouba, die sich versteckte. Die Strohhüte beschließen Rouba zurück auf ihre Heimat, die Insel Mecaijima, zu bringen. Auf der Insel geraten die Strohhüte erneut auf eine neue Herausforderung. Sie treffen auf Roubas Sohn Ratchet und seine entwickelten Maschinen. 

## Veröffentlichung
Der Film wurde in Japan von Tōei Animation produziert und wurde dort ab dem 4. März 2006 im Kino gezeigt. In Deutschland wurde er am 16. Dezember 2011 auf DVD veröffentlicht.

## Synchronisation
Für die deutsche Synchronisation war die Firma PPA Film GmbH aus München zuständig. Das Dialogbuch wurde von Inez Günther geschrieben, welche ebenfalls die Synchronregie übernommen hatte. Für die deutsche Fassung wurden die Synchronsprecher der Animeserie engagiert, ihre Figuren im Film zu sprechen.
| Rolle           | Japanischer Sprecher (Seiyū) | Deutscher Sprecher       |
| --------------- | ---------------------------- | ------------------------ |
| Monkey D. Ruffy | Mayumi Tanaka                | Daniel Schlauch          |
| Lorenor Zorro   | Kazuya Nakai                 | Philipp Brammer          |
| Nami            | Akemi Okamura                | Stephanie Kellner        |
| Lysop           | Kappei Yamaguchi             | Dirk Meyer               |
| Sanji           | Hiroaki Hirata               | Hubertus von Lerchenfeld |
| Tony Chopper    | Ikue Ōtani                   | Martin Halm              |
| Nico Robin      | Yuriko Yamaguchi             | Simone Brahmann          |
| Dr. Ratchet     | Goro Inagaki                 | Jan Makino               |
| General Erich   | Kouji Katou                  | Joachim Kretzer          |
| Colonel Ernst   | Keiichi Yamamoto             | Ole Pfennig              |
| Rouba           | Hisako Kyouda                | Anita Höfer              |
| Gonzo           | Takeshi Aono                 | Osman Ragheb             |